# Mounds View
Mounds View é uma cidade localizada no estado americano de Minnesota, no Condado de Ramsey.

## Demografia
Segundo o censo americano de 2000, a sua população era de 12.738 habitantes.
Em 2006, foi estimada uma população de 12.023, um decréscimo de 715 (-5.6%).

## Geografia
De acordo com o United States Census Bureau tem uma área de
10,8 km², dos quais 10,7 km² cobertos por terra e 0,1 km² cobertos por água.

## Localidades na vizinhança
O diagrama seguinte representa as localidades num raio de 8 km ao redor de Mounds View.